# Unia&Polska
Unia&Polska – polskie czasopismo o tematyce europejskiej. Ukazywało się od października 1998 do jesieni 2007. Redaktorem naczelnym był Marek Sarjusz-Wolski, zaś wydawcą Krzysztof Bobiński.
Początkowo wydawane jako dwutygodnik (przez spółkę Unia-Polska), później jako miesięcznik, a następnie kwartalnik przez wydawnictwo „Magazyn”. Redakcja mieściła się w Warszawie przy ul. Nowy Świat 58 w budynku Szkoły Dziennikarstwa im Melchiora Wańkowicza, a wcześniej przy ulicy Poznańskiej i Solec. Kolportaż pisma zapewniały Empik i Kolporter.  
Pismo zostało założone przez trzy osoby: Krzysztofa Bobińskiego, Juliusza Donajskiego i Marka Sarjusza-Wolskiego. W piśmie publikowali m.in.: Jan Kułakowski, Stefan Bratkowski, Janusz Weiss, Adam Michnik, Andrzej Skworz, Renata Gluza. Redaktorem-stażystą tego pisma był kiedyś także Łukasz Warzecha, Jerzy Urban i Marcin Grudzień. W Radzie Programowej pisma wydawanego przez wydawnictwo „Magazyn” zasiadali m.in. Marek Goliszewski, Jan Kułakowski, Jerzy Buzek i Józef Oleksy.